# R–4
Az R–4 (Fejlesztése alatt a K–80 nevet használták) a Szovjet Légierő egyik első közép-hatótávolságú légiharc-rakétája, melyet az 1950-es évek végére fejlesztettek ki a Tu–128 elfogóvadász repülőgépek számára. A szovjet gyakorlatnak megfelelően félaktív lokátoros (R–4R) és passzív infravörös önirányítású (R–4T) változatát is elkészítették. 1973-tól gyártották továbbfejlesztett, R–4MR és R–4MT változatait. A rakéta az 1980-as évek végéig állt hadrendben.

## Külső hivatkozások
- К-80, Р-4 – Az Ugolok nyeba repülő-enciklopédia cikke (oroszul)
- К-80М, Р-4М – Az Ugolok nyeba repülő-enciklopédia cikke (oroszul)